# ゲルティー・コリ
ゲルティー・コリ（Gerty Theresa Cori, 1896年8月15日 - 1957年10月26日）は、プラハ（当時のオーストリア・ハンガリー帝国、現在のチェコ）出身のアメリカ合衆国の生化学者。エネルギーの貯蔵や消費におけるグリコーゲンの分解・再生成の機構を解明したことにより、夫のカール・コリ、アルゼンチン人研究者のバーナード・ウッセイとともに1947年度のノーベル生理学・医学賞を受賞した。炭水化物の代謝を解明した彼らの研究は2004年に、アメリカ化学会が制定する科学における歴史的ランドマークに選ばれた。

## 生涯
ゲルティーはユダヤ人の家庭に生まれ、女子の学校に入るまでは家庭で教育を受けた。小児科医の叔父が彼女に医学部を勧め、1914年にプラハ・カレル大学に入学したが、その頃は女生徒は少ししかいなかった。そこで彼女はカール・コリと出会い、卒業後の1920年に結婚し、カトリックに改宗した。1922年、夫妻はニューヨークのバッファローにあるロズウェルパーク癌センターで働くため、アメリカ合衆国に移住し、1928年に帰化した。
アメリカでは、彼女らは体内でのエネルギーの生成機構の研究に取り組み、生化学的な観点からグルコースの代謝経路を研究した。ロズウェルにいる間に、夫妻は50の学術論文を出版した。またゲルティーは単独で11の論文も発表した。1929年、彼らは、彼らの名前を冠した理論を発表し、後にノーベル賞を獲得することとなった。コリ回路は、筋肉→肝臓→筋肉という体内でのエネルギーの流れを示した概念である。
コリ夫妻は、炭水化物代謝の論文をまとめた後、ロズウェルを去った。カールはゲルティと一緒に働くことを最優先とし、一緒に働くことができない仕事は断った。1931年に彼らはミズーリ州セントルイスに引越し、カールはセントルイス・ワシントン大学医学部の生理学の教授となった。彼女の輝かしい業績にもかかわらず、彼女には助手のポストしかなかった。1947年にカールが生化学科の科長になった時、彼女はやっと教授になったが、1957年に彼女が亡くなるまでこのポストのままだった。

## 受賞歴
1947年に、ゲルティー・コリは女性としては3人目の、アメリカ人女性としては初めての自然科学分野でのノーベル賞受賞者となった。女性1人目はマリ・キュリー、2人目はイレーヌ・ジョリオ＝キュリーであった。
月にあるコリ・クレーターは彼女の名前にちなんだものである。またセントルイスのWalk of Fameに夫と共に飾られている。
1948年にGarvan-Olinメダルを受賞した。